# Oligia stenopterygioides
Oligia stenopterygioides là một loài bướm đêm trong họ Noctuidae.